# 25 v.Chr.
Het jaar 25 v.Chr. is een jaartal volgens de christelijke jaartelling. 

## Gebeurtenissen

### Italië
- In Rome wordt Caesar Augustus door de Senaat, voor de negende maal herkozen tot consul van het Imperium Romanum.
- Augustus onderwerpt de Kelt-Ligurische stam de Salassi, in het dal van Valle d'Aosta en sticht in het gebied een Romeinse kolonie: Augusta Praetoria.
- Marcus Vitruvius Pollio schrijft het boek "De Architectura". Hierin beschrijft hij de aanleg van steden en het bouwen van waterleidingen (waterschoeprad).

### Egypte
- Gaius Aelius Gallus keert na een rampzalige expeditie door de woestijn van Arabia weer terug in Alexandrië.

### Parthië
- Koning Phraates IV verslaat het opstandige leger van Tiridates II en herovert delen van het Parthische Rijk.

### Klein-Azië
- Galatië wordt ingelijfd bij het Romeinse Keizerrijk. De Romeinse provincie wordt bestuurd door een legatus Augusti pro praetore, residentie in Ancyra.

## Geboren
- Aulus Cornelius Celsus, Romeins encyclopedist (overleden 50)

## Overleden
- Cornelius Nepos, Romeins historicus en schrijver